# Elezioni parlamentari in Albania del 2001
Le elezioni parlamentari in Albania del 2001 si sono tenute il 24 giugno. Esse hanno visto la vittoria del Partito Socialista d'Albania di Ilir Meta, che è stato confermato Primo Ministro.

## Sistema elettorale
Dei 140 membri totali, 100 vengono eletti con il sistema maggioritario uninominale e i restanti 40 con il sistema proporzionale.

## Risultati
| Liste                                               | Voti      | %     | Seggi |
| --------------------------------------------------- | --------- | ----- | ----- |
| Partito Socialista d'Albania                        | 549 589   | 41,51 | 73    |
| Unione per la Vittoria (PD - PRS - PBK - BLD - PLL) | 487 314   | 36,81 | 46    |
| Nuovo Partito Democratico                           | 67 349    | 5,09  | 6     |
| Partito Socialdemocratico d'Albania                 | 48 253    | 3,64  | 4     |
| Partito dell'Unione per i Diritti Umani             | 34 607    | 2,61  | 3     |
| Partito Agrario d'Albania                           | 33 993    | 2,57  | 3     |
| Partito Alleanza Democratica                        | 33 718    | 2,55  | 3     |
| Partito Democristiano d'Albania                     | 13 643    | 1,03  | –     |
| Partito Comunista Albanese                          | 12 176    | 0,92  | –     |
| Partia Socialkristiane e Shqipërisë                 | 9 072     | 0,69  | –     |
| Partia Bashkimi Demokrat                            | 8 029     | 0,61  | –     |
| Partia Bashkimi Demokristian Shqiptar               | 2 997     | 0,23  | –     |
| Partia Lëvizja Punëtore Shqiptare                   | 2 950     | 0,22  | –     |
| Partia Komunistëve të Bashkuar të Shqipërisë        | 2 902     | 0,22  | –     |
| Partia Bashkësia Kombëtare Shqiptare                | 2 492     | 0,19  | –     |
| Partia e Unitetit Kombëtar                          | 2 433     | 0,18  | –     |
| Partia Bashkimi Republikan Shqiptar                 | 2 083     | 0,16  | –     |
| Partia Lidhja Kombëtare Shqiptare                   | 1 854     | 0,14  | –     |
| Partia Alternativa Liberale                         | 1 619     | 0,12  | –     |
| Partia Biznesi Shqiptar                             | 1 568     | 0,12  | –     |
| Partia Lëvizja Monarkiste Demokrate Shqiptare       | 999       | 0,08  | –     |
| Partia Reformatore Demokratike Shqiptare            | 871       | 0,07  | –     |
| Partia Shqiptare Ambientaliste                      | 695       | 0,05  | –     |
| Partia Emigracioni Shqiptar                         | 674       | 0,05  | –     |
| Partia Konservatore Shqiptare                       | 592       | 0,04  | –     |
| Partia Forca Albania                                | 580       | 0,04  | –     |
| Partia Lidhja Fshatare                              | 491       | 0,04  | –     |
| Partia Pajtimit Kombëtar Shqiptar                   | 357       | 0,03  | –     |
| Totale                                              | 1 323 900 | 100   | 140   |